# Pré-Alpes de Vaud e Friburgo
Os Pré-Alpes de Vaud e Friburgo (em italiano:  Prealpi di Vaud e Friburgo) é um maciço montanhoso que faz parte dos Alpes Ocidentais na sua secção dos Pré-Alpes suíços e se encontram  no  Cantão de Vaud e no Cantão de Friburgo na Suíça. O ponto mais alto é o  Le Tarent  com 2.548 m.

## Situação
A Norte ocupa o todo o Planalto suíço, a Leste parte dos Alpes de Berna, a Sul os Alpes de Vaud, a Sudoeste o Maciço do Chablais e a Oeste o Lago Lemano.

## SOIUSA
A Subdivisão Orográfica Internacional Unificada do Sistema Alpino (SOIUSA) criada em 2005, dividiu os Alpes em duas grandes partes:Alpes Ocidentais e Alpes Orientais, separados pela linha formada pelo  Rio Reno - Passo de Spluga - Lago de Como - Lago de Lecco.
Os Pré-Alpes de Vaud e Friburgo, Pré-Alpes Berneses, Pré-Alpes de Lucerna e de Unterwalden, Pré-Alpes de Schwyz e de Uri, e os Pré-Alpes de Appenzell e de São Galo formam os Pré-Alpes suíços.

### Classificação  SOIUSA
Segundo a SOIUSA este acidente orográfico é uma Sub-secção alpina  com as seguintes características
- Parte = Alpes Ocidentais
- Grande sector alpino = Alpes Ocidentais-Norte
- Secção alpina = Pré-Alpes suíços
- Sub-secção alpina =  Pré-Alpes de Vaud e Friburgo
- Código = I/B-14.I